# 松山市立西中学校
松山市立西中学校（まつやましりつ にしちゅうがっこう）は、愛媛県松山市高岡町にある公立中学校。

## 沿革
- 1980年（昭和55年）
  - 3月27日 - 校舎新築落成。
  - 4月1日 - 創立。
  - 4月8日 - 開校式挙行。
  - 4月15日 - 校章制定。
  - 4月26日 - PTA結成。
  - 9月19日 - プール竣工、プール開き挙行。
  - 11月1日 - 校訓制定。
- 1981年（昭和56年）
  - 2月20日 - 体育館落成。
  - 3月2日 - 開校・落成記念式典挙行。同日、校訓制定披露。
- 1982年（昭和57年）
  - 2月10日 - 校舎増築落成（特別教室7、普通教室4）。
  - 2月26日  - 増築校舎落成記念式典挙行。
- 1984年（昭和59年）
  - 3月5日 - 校章設置。
  - 11月25日 - 校訓碑建立。
- 1986年（昭和61年）2月22日 - 開校記念碑建立。
- 1987年（昭和62年）
  - 2月22日 - 中庭カラータイル塗装。
  - 2月23日 - 柔剣道場落成。
  - 4月24日 - クラブハウス完成。
- 1989年（平成元年）11月21日 - 創立10周年記念式典挙行。
- 1991年（平成3年）10月29日 - 放送室工事完了。
- 1992年（平成4年）
  - 3月31日 - 汚物処理施設改修工事完了。
  - 9月4日 - 図書室移転工事完了。
  - 10月15日 - LL教室移転工事完了。
  - 11月2日 - コンピュータ室新設工事完了。
- 1999年（平成11年）11月7日 - 創立20周年記念式典挙行。
- 2002年（平成14年）12月16日 - 本館改修工事完了。
- 2005年（平成17年）4月1日 - 特別支援学級開設。

## 校区
- 松山市立さくら小学校学区
  - 富久町、空港通（2丁目5番の一部(旧南斎院町部分)、3丁目～7丁目）。なお、余戸地区は、松山市立余土中学校の学区。
- 松山市立生石小学校学区
  - 北吉田町、南吉田町、高岡町、久保田町

## 周辺
- 堂之元川
- NTTロジスコ
- 三聖工業

## アクセス
- 伊予鉄バス「南吉田東」バス停下車後。徒歩約505m・約7分。

## 出身者
- 神野紗希 - 俳人
- 西岡謙太 - サッカー選手、指導者
- 白石のどか - 柔道選手
- 伊藤愛里 - 陸上選手
- 影浦心 - 柔道選手